# Autostopowicz (film 1986)
Autostopowicz (tytuł oryg. The Hitcher) – amerykański film fabularny z 1986 roku w reżyserii Roberta Harmona.

## Opis fabuły
Młody kierowca Jim Halsey jedzie do Kalifornii. Jest zmęczony, przysypia. Na drodze dostrzega przemokniętego autostopowicza. Wpuszcza go do samochodu, licząc, że rozmowa z nieznajomym umili mu jazdę i pozwoli nie zasnąć. Pasażer okazuje się być jednak kiepskim rozmówcą, na zadawane pytania zbywa chłopaka ironicznymi uśmieszkami, podaje mu jedynie swoje imię (John Ryder). W końcu przyznaje się Halseyowi do tego, że kiedyś popełnił morderstwo i że teraz jego też zabije. Przystawia mu nóż do gardła i każe wymówić słowa "chcę umrzeć". Jednak kierowcy w odruchu desperacji udaje się wyrzucić psychopatę z samochodu. Po jakimś czasie dostrzega samochód z rodziną z małym dzieckiem. Ogarnia go przerażenie, gdy okazuje się, że w samochodzie znajduje się także John Ryder. Halsey próbuje ostrzec rodzinę, ale ta nie rozumie, o co mu chodzi, a chłopak w końcu musi zjechać z autostrady, by uniknąć kolizji z autokarem. Po jakimś czasie odnajduje na autostradzie porzucony samochód napotkanej rodziny. Okazuje się, że Ryder zamordował całą rodzinę i odszedł. Halsey dociera do opuszczonego hangaru i próbuje zadzwonić po pomoc, jednak w tym momencie w hangarze pojawia się Ryder, lecz nie zabija chłopaka. Wychodzi na zewnątrz i bierze kolejnego stopa. Halsey wsiada do samochodu i rusza przed siebie; po jakimś czasie znowu spotyka na drodze psychopatę, ten zagania go aż na stację benzynową, którą za pomocą benzyny i zapałek wysadza w powietrze. Halseyowi ledwo udaje się z niej uciec. Dociera do baru, gdzie spotyka dziewczynę imieniem Nash. Tam też dzwoni po policję. Docierający na miejsce policjanci aresztują Halseya, który staje się głównym podejrzanym morderstw dokonanych przez Rydera, tym bardziej że w czasie pobytu w jego samochodzie psychopata podrzucił mu do kieszeni nóż. Na posterunku policja wątpi w winę Halseya, jednak do przyjazdu federalnych zamyka go w celi. Następnego dnia, gdy Jim się budzi, okazuje się, że w czasie, gdy spał, Ryder wdarł się na posterunek, otworzył jego celę i wymordował wszystkich policjantów. Gdy Halsey słyszy policyjne syreny, wpada w panikę i ucieka, jednak jakiś czas później uprowadza radiowóz z dwoma policjantami i każe im się połączyć z ich dowódcą - kapitanem Esteridge'm. Próbuje go przekonać, że jest niewinny, jednak w tym momencie do ich radiowozu podjeżdża John Ryder, zabija dwóch uprowadzonych przez Halseya policjantów i odjeżdża. Zrozpaczony młodzieniec wysiada z samochodu i dociera do pobliskiego baru, gdzie ponownie spotyka swojego prześladowcę. Gdy tamten odchodzi do baru, podjeżdża autobus, do którego Halsey postanawia wsiąść. Wśród pasażerów dostrzega Nash. Dziewczyna okazuje się być przekonana o niewinności Halseya. Gdy autobus zostaje zatrzymany przez policjantów, broni go, narażając życie. Uprowadzają samochód, po czym wspólnie uciekają przed pościgiem, prowadzonym także przez helikopter. Jednak nagle na miejscu ponownie pojawia się John Ryder, który zabija wszystkich ścigających Halseya i Nash policjantów, strzelając do helikoptera, który spada na ziemię i dochodzi do jego kolizji z samochodami. Tymczasem młodzi docierają do hotelu, gdzie postanawiają spędzić noc. Jednak Ryder również dostaje się do hotelu i uprowadza Nash. Przywiązuje ją do dwóch wielkich ciężarówek. Jeśli któraś z nich ruszy, Nash zostanie rozerwana na pół. Na miejsce przybywa policja, która jednak nie jest w stanie nic zrobić. Jeśli Ryder zostanie zastrzelony, zwolni pedał sprzęgła i ciężarówka ruszy. Jim Halsey okazuje się być jedyną nadzieją - policja prosi go, aby w jakiś sposób wpłynął na Rydera. Ten jednak okazuje się być niewzruszony na słowa młodzieńca i rusza ciężarówką, zabijając Nash. John Ryder zostaje aresztowany, a w czasie przesłuchania policja dochodzi do wniosku, że nic o nim nie wie. Mężczyzna nie był dotąd karany, nie ma prawa jazdy ani nawet świadectwa urodzenia. Na pytanie skąd jest, Ryder odpowiada: "z Disneylandu". Halsey ma okazję porozmawiać z Ryderem, jednak pluje mu w twarz i zostaje wyprowadzony. Kapitan Esteridge odwozi go samochodem do domu. Jednak Halsey wyrywa mu pistolet zza pasa i każe wysiąść z samochodu. Kradnie radiowóz i dogania ciężarówkę konwojową, która przewozi Rydera. Okazuje się, że psychopata zabił strażników i próbuje uciec. Udaje mu się wskoczyć na samochód Halseya. Po krótkim pojedynku pada jak na ziemię. Młodzieniec dochodzi do wniosku, że szaleniec nie żyje i chce odejść, jednak John Ryder nagle wstaje i patrzy na chłopaka z ironicznym uśmiechem. Chwilę później Jim Halsey zabija Rydera trzema strzałami.

## Obsada
- C. Thomas Howell – Jim Halsey
- Rutger Hauer – John Ryder
- Jennifer Jason Leigh – Nash
- Jeffrey DeMunn – kapitan Esteridge